# 安民巷
安民巷（平话字：Ăng-mìng-háe̤ng）是位于中国福建省福州市鼓楼区的一条街道，为三坊七巷之一。
安民巷为东西走向，东接八一七北路，西连南后街，南北分别与宫巷、黄巷平行。旧名“锡类坊”。巷内有抗战时期新四军的驻闽办事处。